# Qualificazioni alla Coppa del Mondo di rugby 2019
Le qualificazioni alla Coppa del Mondo di rugby 2019 si tennero tra il 2016 e il 2018 e videro la partecipazione di 93 squadre nazionali che si affrontarono in tornei di qualificazione su base geografica.
Come già successo nel quadriennio precedente, il piazzamento delle squadre nei gironi della fase finale di un'edizione della Coppa determinò anche la qualificazione per quella successiva; le qualificate ai quarti di finale della Coppa del Mondo 2015 più le terze classificate di ogni girone erano infatti ammesse di diritto all'edizione 2019.
In ragione di ciò risultarono escluse dalle qualificazioni, in quanto già ammesse all'edizione 2019, le Nazionali di Nuova Zelanda (campione uscente), Australia (finalista), Sudafrica e Argentina (semifinaliste sconfitte), Irlanda, Scozia, Francia e Galles (quartifinaliste sconfitte), Georgia, Inghilterra e Italia (terze classificate nella fase a gironi) nonché Giappone (anch'esso terzo del proprio girone ma, comunque, ammesso di diritto in quanto Paese organizzatore).
Dai processi di qualificazione uscirono quindi otto squadre, delle quali: una ciascuna da Africa ed Europa; due ciascuna dalle Americhe e dall'Oceania; due da una finale interzona tra la prima non qualificata dall'Europa, la migliore dell'Asia (che non aveva slot automatici dopo l'ammissione diretta del Giappone) e la terza e quarta dell'Oceania; infine l'ultima da un torneo di ripescaggio tra le prime non classificate di America e Africa e le due non qualificate dalla citata finale interzona.
Le qualificazioni si tennero su base continentale e si appoggiarono, in tutto o in parte, sui tornei regionali già in calendario; la gara che aprì il percorso verso la Coppa del Mondo si tenne a Kingstown il 5 marzo 2016, giorno in cui, nell'incontro inaugurale del campionato nordamericano, i padroni di casa di Saint Vincent e Grenadine ricevettero la Giamaica da cui furono battuti 0-48 sotto la direzione del gallese Nigel Owens, che continuò la tradizione inaugurata da André Watson 12 anni prima di affidare la partita d'apertura delle qualificazioni all'arbitro direttore della più recente finale mondiale.
Alle qualificazioni africane parteciparono 14 squadre (qualificata la Namibia), a quelle americane 21 (qualificate Stati Uniti e Uruguay), a quelle asiatiche 11 (nessuna qualificata direttamente), alle oceaniane 5 (qualificate direttamente Figi e Tonga, allo spareggio interzona Samoa) e a quelle europee 30 (qualificata la Russia).
Ai ripescaggi accedettero Hong Kong per l'Asia, Kenya per l'Africa, Germania per l'Europa e Canada per le Americhe; quest'ultima fu anche la squadra che emerse da tali spareggi.
Il normale corso delle qualificazioni europee e oceaniane fu influenzato dalle sanzioni irrogate a seguito di alcune irregolarità circa l'idoneità degli atleti a rappresentare il proprio Paese: se per l'Oceania il problema non ebbe eccessive ripercussioni riguardando Tahiti, escluso dalle qualificazioni nonostante campione regionale nel 2017, l'impatto in Europa fu più vistoso perché comportò l'azzeramento della classifica di Romania e Spagna, le due più autorevoli pretendenti al posto al Mondiale, con conseguente qualificazione diretta della citata Russia e l'accesso ai ripescaggi della Germania.

## Criteri di qualificazione
- Africa (1 qualificata, 1 ai ripescaggi). 14 squadre parteciparono alle qualificazioni ripartite su tre turni, ciascuno dei quali corrispondenti a un'annata dell'Africa Cup, dal 2016 al 2018. I primi due turni, coincidenti con le annate 2016 e 2017, servirono per determinare la composizione della prima divisione dell'Africa Cup 2018, che valse come girone finale di qualificazione[2]: la squadra campione africana 2018 fu qualificata alla Coppa del Mondo, mentre la seconda accedette ai ripescaggi.
- Americhe (2 qualificate, 1 ai ripescaggi). Spareggio in gara doppia tra Stati Uniti e Canada per la zona nordamericana: la vincitrice fu qualificata direttamente come America 1, mentre la perdente spareggiò in gara doppia contro la migliore del campionato sudamericano 2017 (Argentina esclusa) per determinare la qualificata come America 2; la squadra sconfitta da tale ulteriore spareggio accedette ai ripescaggi[2].
- Asia (1 allo spareggio intercontinentale). 11 squadre del campionato asiatico (tre divisioni dell'edizione 2016, due di quella del 2017 e la sola prima del 2018). La migliore del campionato asiatico del 2018 (escluso il Giappone) accedette allo spareggio intercontinentali[2].
- Europa (1 qualificata, 1 allo spareggio intercontinentale). 30 squadre della prima e della seconda divisione del campionato europeo. La migliore squadra (esclusa la Georgia) della classifica combinata della prima divisione dei campionati europei 2016-17 e 2017-18 accedette direttamente alla Coppa del Mondo. La seconda classificata spareggiò in gara unica in casa propria contro la vincitrice della seconda divisione 2017-18 e la vincente accedette allo spareggio intercontinentale[2].
- Oceania (2 qualificate, 2 allo spareggio intercontinentale). Le prime due classificate della Pacific Nations Cup 2017 accedettero direttamente alla Coppa del Mondo come Oceania 1 e Oceania 2; la terza classificata e la vincitrice dell'Oceania Rugby Cup 2017 accedettero invece allo spareggio intercontinentale[2].
- Spareggi intercontinentali (1 qualificata, 2 ai ripescaggi):
Spareggio Europa 2 / Oceania 3. Incontro in gara doppia tra la seconda squadra delle qualificazioni europee e la terza classificata del World Rugby Pacific Nations Cup 2017. La vincitrice accedette direttamente alla Coppa del Mondo, la perdente ai ripescaggi.
Spareggio Asia / Oceania 4. Incontro in gara doppia tra la migliore asiatica e la vincitrice dell'Oceania Rugby Cup 2017. La vincente accedette ai ripescaggi[2].
- Ripescaggi (1 qualificata). 4 squadre, ovvero la seconda africana, la terza americana e la seconda e terza degli spareggi intercontinentali che si affrontarono in un torneo all'italiana. La prima classificata accedette alla Coppa del Mondo[2].

## Schema delle qualificazioni
| Fase                  | Africa                       | Americhe                                                                    | Asia       | Europa                                                                          | Oceania                                                                                         | Play-off interzona | Ripescaggi |
| --------------------- | ---------------------------- | --------------------------------------------------------------------------- | ---------- | ------------------------------------------------------------------------------- | ----------------------------------------------------------------------------------------------- | --- | --- |
| Qualificate d'ufficio | - Sudafrica                  | - Argentina                                                                 | - Giappone | - Inghilterra - Francia - Georgia - Irlanda - Italia - Scozia - Galles          | - Australia - Nuova Zelanda                                                                     | | |
| Schema qualificazione | - Vincitrice Africa Cup 2018 | - Vincitrice play-off nordamericano - Vincitrice play-off nord/sudamericano |            | - 1ª classifica avulsa combinata campionati europei 2017 e 2018 esclusa Georgia | - 1ª classificata Pacific Nations cup 2016–2017 - 2ª classificata Pacific Nations cup 2016–2017 | - Play-off Europa 2 / Oceania 3: - 2ª classifica avulsa combinata campionati europei 2017 e 2018 esclusa Georgia - 3ª classificata Pacific Nations cup 2016–2017 - Play-off Asia 2 / Oceania 4 - Vincitore Asian Rugby Championship 2018 - Vincitore Oceania Cup 2017 | - Perdente spareggio nord-sudamericano - Perdente play-off Europa 2 / Oceania 3 - Vincente play-off Asia 2 / Oceania 4 - 2ª Africa Cup 2018 |

## Africa

### Verdetto
- Namibia: qualificata alla Coppa del Mondo per la zona Africa
- Kenya: ai ripescaggi

## Americhe

### Verdetto
- Stati Uniti: qualificati alla Coppa del Mondo come prima squadra americana
- Uruguay: qualificato alla Coppa del Mondo come seconda squadra americana
- Canada: ai ripescaggi

## Asia

### Verdetto
- Hong Kong: qualificato allo spareggio intercontinentale

## Europa

### Verdetto
- Russia: qualificata alla Coppa del Mondo per la zona Europa
- Germania: ammessa allo spareggio intercontinentale

## Oceania

### Verdetto
- Figi: qualificata alla Coppa del Mondo come prima squadra oceaniana
- Tonga: qualificata alla Coppa del Mondo come seconda squadra oceaniana
- Samoa: ammessa allo spareggio intercontinentale come terza squadra oceaniana
- Isole Cook: ammesse allo spareggio intercontinentale come quarta squadra oceaniana

## Spareggi intercontinentali
Allo spareggio intercontinentale, tenutosi tra giugno e luglio 2018, in rappresentanza dell'Oceania si presentarono Samoa, terza classificata della Pacific Cup dell'anno precedente, e le Isole Cook, che avevano rimpiazzato Tahiti responsabile, secondo World Rugby, di avere schierato giocatori non idonei a rappresentare la Federazione e, per tal motivo, meritevole di penalizzazione con conseguente esclusione dal processo di qualificazione mondiale.
Per l'Europa, invece, si presentò la Germania, divenuta seconda della classifica combinata dei due campionati europei tenutisi tra 2017 e 2018 dopo la squalifica di Romania, Spagna e Belgio che nell'ordine la precedevano in graduatoria, e la vittoria dello spareggio europeo contro la vincitrice della seconda divisione, il Portogallo.
A rappresentare l'Asia fu invece Hong Kong, campione continentale 2018 per la prima volta.
Per quanto riguarda lo spareggio di ammissione diretta, nonostante la crescita tedesca l'esperienza samoana ebbe la meglio nella prima partita e gli oceaniani vinsero 66-15 ad Apia, ipotecando quindi la qualificazione, poi ufficializzata a Heidelberg due settimane più tardi con una vittoria 42-18 benché maturata solo nel finale.
Indiscutibile anche la vittoria sulle Isole Cook da parte di Hong Kong, che dopo avere vinto nel piccolo arcipelago pacifico per 26-3, in casa si impose per 51-0 assicurandosi l'ultimo posto utile per il ripescaggio.

### Spareggio Europa / Oceania
| Arbitro: | Jérôme Garcès |

|                                                                                              |      |               |
| Leiua 9’ Matavao 12’, 60’ Lam 23’ Fidow 28’, 36’, 79’ tecnica 51’ Tekori 71’ Polataivaia 73’ | mt   | 58’, 66’ Otto |
| Tuala 9’, 12’, 23’, 28’, 36’ Fa’apale 60’, 71’                                               | tr   | 66’ Parkinson |
|                                                                                              | c.p. | 11’ Parkinson |

| Arbitro: | Matthew Carley |

|                                 |      |                                             |
| Otto 8’ Fuchsel 17’ Els 49’     | mt   | 1’, 75’ Fidow 35’, 46’ Tuala 69’, 79’ Tuala |
| Parkinson 8’ Hilsenbeck 49’     | tr   | 1’, 35’, 46’, 69’, 75’, 79’ Tuala           |
| Hilsenbeck 40’, 64’ Coetzee 66’ | c.p. |                                             |

### Spareggio Asia / Oceania
| Arbitro: | Brendon Pickerill |

|             |      |                                                 |
|             | mt   | 3’ Lamboley 12’ Slatem 29’ Hartley 70’ Woodward |
| Mullany 18’ | c.p. | Rosslee 41’, 53’                                |

| Arbitro: | Damon Murphy |

|                                                           |      |  |
| Shing 11’ Woodward 26’ Hood 54’ Post 57’, 67’ tecnica 64’ | mt   |  |
| Rosslee 11’, 26’, 54’, 57’, 67’                           | tr   |  |
| Rosslee 22’, 46’                                          | c.p. |  |
| Rimene 44’                                                | drop |  |

### Verdetto
- Samoa: qualificata alla Coppa del Mondo come vincitrice dello spareggio
- Germania e
 Hong Kong: ai ripescaggi

## Torneo di ripescaggio
Il 12 luglio 2018 World Rugby comunicò il calendario e la sede del torneo di ripescaggio, organizzato dalla federazione francese, riservato alle ultime quattro nazionali in corsa per un posto.
Tutti gli incontri furono programmati allo stadio Pierre Delort di Marsiglia dall'11 al 23 novembre successivo, in concomitanza dei tour autunnali in Europa delle nazionali di prima fascia.
La sorpresa più grossa del torneo di ripescaggio fu la vittoria tedesca su Hong Kong, considerato il miglior ranking World Rugby degli asiatici e i favori del pronostico; già l'incontro successivo divenne quindi uno spareggio tra la compagine europea e il Canada, che risolse la disputa a proprio favore benché con solo 19 punti di scarto, maturati negli ultimi 10 minuti con i tedeschi sotto di solo 5 punti fino a quel momento.
La squadra nordamericana suggellò la qualificazione nell'ultimo incontro battendo Hong Kong mentre la Germania, battendo il Kenya, chiuse al secondo posto.
Dal punto di vista statistico l'intero percorso di qualificazione durò 2 anni, 8 mesi e 18 giorni durante i quali furono disputati 188 incontri per complessivi 10 355 punti marcati.

### 1ª giornata
| Arbitro: | Wayne Barnes |

|                                                                                              |      |                                  |
| v.d. Merwe 9’, 29’, 76’ Beukeboom 12’, 61’ Sauder 39’, 54’ Ardron 50’ Sheppard 69’ Evans 70’ | mt   | 17’ Opondo 32’ Owade 43’ Nyambua |
| McRorie 9’, 39’, 50’, 61’, 69’ Sauder 76’                                                    | tr   | 32’ Oliech 43’ Kinyangi          |
| McRorie 2’                                                                                   | c.p. |                                  |

| Arbitro: | Pascal Gaüzère |

|                       |      |                                   |
|                       | mt   | 66’ Haupt 77’ Schosser            |
|                       | tr   | 66’, 77’ Parkinson                |
| Rosslee 10’, 26’, 52’ | c.p. | 38’ Hilsenbeck 49’, 60’ Parkinson |

### 2ª giornata
| Arbitro: | Jaco Peyper |

|                                                              |    |                             |
| Denmark 29’ Hewson 49’ Fenn 54’ Lamboley 64’, 70’ Warner 81’ | mt | 16’, 57’ Opondo 22’ Musonye |
| Rimene 29’, 49’, 54’, 64’ Rosslee 70’, 81’                   | tr | 16’ Oliech                  |

| Arbitro: | Luke Pearce |

|                                              |      |               |
| Rumball 23’ Ardron 43’ Evans 68’ McRorie 72’ | mt   | 30’ Barber    |
| McRorie 23’, 43’, 72’                        | tr   | 30’ Parkinson |
| McRorie 14’                                  | c.p. | 47’ Parkinson |

### 3ª giornata
| Arbitro: | Angus Gardner |

|                |      |                                                                    |
|                | mt   | 22’, 58’, 70’ Ferreira 41’ Haupt 45’ Otto 50’ Liebig 66’ Aounallah |
|                | tr   | 22’, 45’, 50’, 70’ Parkinson                                       |
| Oliech 2’, 25’ | c.p. |                                                                    |

| Arbitro: | Romain Poite |

|             |      |                                  |
| Hartley 53’ | mt   | 18’ Barkwill 32’, 70’ v.d. Merwe |
| Rosslee 53’ | tr   | 18’, 32’, 70’ McRorie            |
| Rosslee 31’ | c.p. | 62’, 67’ McRorie                 |

#### Classifica
| Pos | Squadra   | G | V | N | P | PF  | PS  | DP   | BMP | Pt |
| --- | --------- | - | - | - | - | --- | --- | ---- | --- | -- |
| 1   | Canada    | 3 | 3 | 0 | 0 | 121 | 39  | +82  | 2   | 14 |
| 2   | Germania  | 3 | 2 | 0 | 1 | 79  | 44  | +35  | 1   | 9  |
| 3   | Hong Kong | 3 | 1 | 0 | 2 | 61  | 70  | −9   | 1   | 5  |
| 4   | Kenya     | 3 | 0 | 0 | 3 | 42  | 150 | −108 | 0   | 0  |

### Verdetto
- Canada: qualificata alla Coppa del Mondo come vincitrice del ripescaggio

## Quadro generale delle qualificazioni
| Fase                  | Africa      | Americhe                | Asia       | Europa                                                                 | Oceania                     | Ripescaggi |
| --------------------- | ----------- | ----------------------- | ---------- | ---------------------------------------------------------------------- | --------------------------- | ---------- |
| Qualificate d'ufficio | - Sudafrica | - Argentina             | - Giappone | - Francia - Galles - Italia - Inghilterra - Irlanda - Scozia - Georgia | - Australia - Nuova Zelanda |            |
| Dalle qualificazioni  | - Namibia   | - Stati Uniti - Uruguay |            | - Russia                                                               | - Figi - Tonga - Samoa      | - Canada   |